# The Curse (1987)
The Curse ist ein US-amerikanischer Horrorfilm von David Keith. Der Film basiert auf der Kurzgeschichte Die Farbe aus dem All (1927) des amerikanischen Schriftstellers H. P. Lovecraft.

## Inhalt
Zack Crane – ein Teenager – lebt zusammen mit seiner Mutter Frances, seiner kleinen Schwester Alice, seinem strenggläubigen Stiefvater Nathan und seinem Stiefbruder Cyrus auf einer Farm in Tellico Plains im US-Bundesstaat Tennessee.
Eines Tages fällt ein Meteorit auf das Farmgrundstück der Cranes. Der Meteorit schrumpft und verschwindet nach ein paar Tagen auf unerklärliche Weise. Der Nachbar der Cranes vermutet, dass es sich nicht um einen Meteoriten, sondern um „Blue Ice“ (gefrorener Fäkalien-Klumpen, der bei defekten Flugzeug-Bordtoiletten entstehen kann) handelt.
Zur selben Zeit versucht der lokale Unternehmer Charlie Davidson, das Land an ein staatliches Unternehmen zu verkaufen, das den Bau eines Wasserreservoirs plant.
Nach und nach beginnen die Pflanzen, Tiere und Menschen auf Nathans Farm zu mutieren. Die Tiere werden aggressiv und greifen Menschen an. Frances Crane benimmt sich zunehmend seltsam und ihr Aussehen verändert sich zusehends: So entstehen beispielsweise Beulen in ihrem Gesicht und ihre Finger werden zu Krallen.
Der Nachbar der Cranes – der Arzt Alan Forbes – gibt eine Wasserprobe aus einem Brunnen der Farm zur Untersuchung in ein Labor. Bei der Untersuchung wird eine Substanz gefunden, die der Wissenschaft bisher unbekannt ist. Währenddessen sucht Nathan Crane mit Hilfe der Bibel nach Erklärungen für die seltsamen Phänomene.
Bald mutieren auch Nathan Crane und sein Sohn Cyrus und beginnen, die Leute, die die Farm besuchen und die anderen Kinder, Zack und Alice, zu terrorisieren. Charlie Davidson wird von der mutierten Frau des Bauern getötet. Carl Willis, ein Staatsbeamter, hilft Zack und Alice bei der Flucht. Das Haus stürzt ein und der Rest der Familie Crane wird unter den Trümmern begraben.
Einige Monate später liegt Willis komplett bandagiert im Krankenhaus, er scheint auch infiziert zu sein: Da er aber nur wenig von dem infizierten Wasser von Cranes Farm aufgenommen hat, scheint die Krankheit bei ihm einen langsamen Verlauf zu nehmen oder aufgehalten worden zu sein. Er schaut eine Nachrichtensendung im Fernsehen in der ein Regierungsbeamter sagt, die Lage sei unter Kontrolle.
In der Schlussszene gehen die von dem Meteorit hervorgerufenen Veränderungen in der umliegenden Gegend weiter und man sieht wie sich der Boden hebt, Bäume umkippen und eine flüssige Substanz darunter sichtbar wird, die Lava-ähnlich dahinfließt.
Das Schicksal von Zack und Alice bleibt offen.

## Produktion
Die Hauptdreharbeiten begannen am 29. September 1986 unter dem Titel The Farm, nachdem der Film zuvor als The Well angekündigt worden war. Der aus Knoxville stammende David Keith nutzte sein Farmgrundstück in Tellico Plains, Tennessee, für den Film, während die Innenaufnahmen in Rom gedreht wurden. Viele der beteiligten italienischen Mitarbeiter wurden unter amerikanischen Namen geführt, darunter auch der „Associate Producer“ Lucio Fulci der als „Louis“ Fulci aufgeführt wird. Ursprünglich sollte der Schauspieler Treat Williams in dem Film die Hauptrolle spielen, war aber im Endeffekt nicht an dem Film beteiligt.
Die Farbe aus dem All von H. P. Lovecraft wurde bereits 1965 als Das Grauen auf Schloß Witley  verfilmt. American International Pictures, die den Film in den USA vertrieben, planten im Jahre 1970 ein Remake mit einem neuen Drehbuchautor, verwirklichten das Projekt aber nicht.
Wil Wheaton hat mehrfach die Produktionsbedingungen kritisiert. Er und seine Schwester Amy wären untern anderem gezwungen worden, die vorgeschriebenen Arbeitszeiten für Jugendliche deutlich zu überschreiten. Auch andere Grenzüberschreitungen beschreibt er: Zum Beispiel habe der Regisseur dafür gesorgt, dass seine Schwester von Hühnern verletzt wurde und er wurde in Kuhdung eingegraben.

## Veröffentlichung
The Curse wurde am 15. Mai 1987 auf dem Marché du film in Cannes uraufgeführt. In den USA wurde er erstmalig am 11. September 1987 in Los Angeles und New York aufgeführt. Am Wochenende des landesweiten US-Kinostart in 326 Kinos spielte der Film 1.169.922 US-Dollar ein. Insgesamt spielten die US-Kinoaufführungen des Films 2.740.782 US-Dollar (inflationsbereinigt) ein.
In Deutschland erschien The Curse im Jahr 1988 auf Video.